# قلعه کاراساوا
قلعه کاراساوایاما (به ژاپنی: 唐沢山城, Karasawayama-jō)، یک قلعه ژاپنی از دوره هی‌آن تا دوره سنگوکو در سانو، توچیگی در استان توچیگی در ژاپن است. صاحب این قلعه در اواخر دوره سنگوکو سانو ماساتسونه نام داشت.